# Bao Chunlai
Bao Chunlai (en chino: 鲍春来; Changsha, 17 de febrero de 1983) es un deportista chino que compitió en bádminton, en la modalidad individual.
Ganó tres medallas en el Campeonato Mundial de Bádminton entre los años 2003 y 2007. Participó en dos Juegos Olímpicos de Verano, en los años 2004 y 2008, ocupando el quinto lugar en Pekín 2008, en la prueba individual.

## Palmarés internacional
| Campeonato Mundial | Campeonato Mundial       | Campeonato Mundial | Campeonato Mundial |
| Año                | Lugar                    | Medalla            | Prueba             |
| ------------------ | ------------------------ | ------------------ | ------------------ |
| 2003               | Birmingham (Reino Unido) | Medalla de bronce  | Individual         |
| 2006               | Madrid (España)          | Medalla de plata   | Individual         |
| 2007               | Kuala Lumpur (Malasia)   | Medalla de bronce  | Individual         |